# Gorfou de Moseley
Eudyptes moseleyi
Espèce
Statut de conservation UICN

 EN A2acde+3cde+4acde : En danger
 A2acde+3cde+4acde 
Le Gorfou de Moseley (Eudyptes moseleyi), ou Gorfou sauteur du nord, est une espèce d'oiseaux de la famille des Spheniscidae, parfois considérée comme sous-espèce du Gorfou sauteur (Eudyptes chrysocome).
Une étude publiée en 2009 a montré que sa population mondiale avait diminué de 90 % depuis les années 1950 aussi est-il classé espèce en voie de disparition.

## Taxonomie

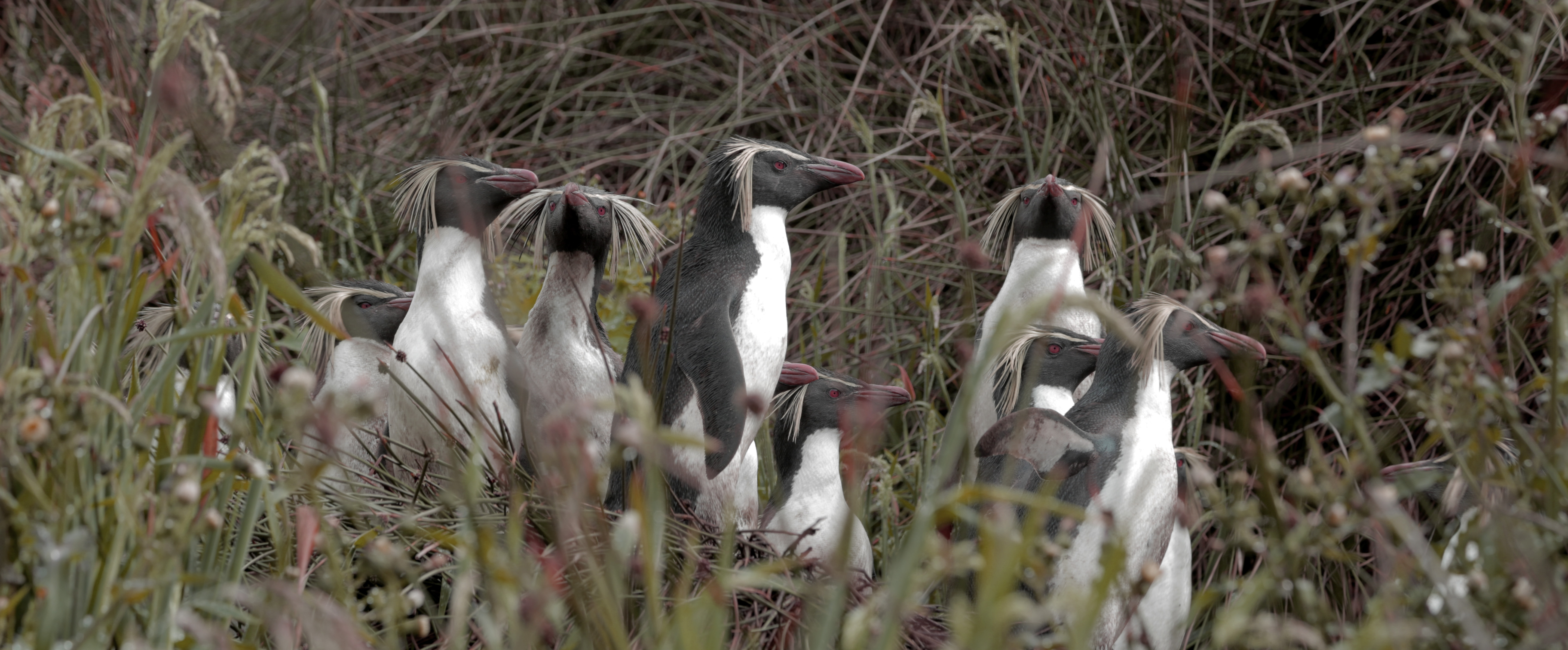
Gorfous sauteurs sur l'Île Saint-Paul dans les TAAF

Le Gorfou sauteur (Eudyptes chrysocome) a été divisé en deux espèces : Eudyptes chrysocome et Eudyptes  moseleyi après une étude publiée en 2006 qui a démontré des différences morphologiques, génétiques et vocales entre les deux populations,. Les datations moléculaires suggèrent que la divergence génétique avec la Gorfou sauteur a pu être causée par un changement dans la position du front subtropical au cours de la transition climatique du milieu du Pléistocène. L'étude d'un fragment d'ADN mitochondrial, la région D-loop d'un Gorfou sauteur des îles Kerguelen a montré qu'il pouvait provenir d'un Eudyptes moseleyi de l'île de Gough, à 6 000 km et que les deux sont génétiquement distincts, bien que certains individus puissent se mêler dans les colonies de reproduction.

## Distribution et habitat
Plus de 99 % des individus de cette espèce se reproduisent sur les îles Île Inaccessible, Tristan da Cunha, Nightingale et Gough dans le sud de l'océan Atlantique. L'Île Amsterdam en compte également.

## Écologie et comportement

### Nourriture et alimentation
Il se nourrit de krill et d'autres animaux comme des crustacés, et petits calmars, poulpes et poissons.

### Reproduction
Il se reproduit en colonies implantées dans des lieux différents allant du bord de la mer aux pentes des falaises et parfois à l'intérieur des îles.

## Population et menace
La population actuelle est estimée à 64 700 couples sur l'île  Gough, de 18 000 à 27 000 couples sur l'île Inaccessible, et 3 200 à 4 500 sur Tristan da Cunha. Dans l'océan Indien, la population était estimée à 25 500 couples sur l'île d'Amsterdam et 9 000 couples sur l'île Saint-Paul en 1993 et il n'y a eu aucune autre information sur les tendances démographiques depuis les années 1990. Les baisses sur les sites dans l'océan Atlantique montrent un déclin de 2,7 % par an et la baisse de la population sur l'île Gough a été décrite comme équivalent à la perte de 100 oiseaux chaque jour depuis les années 1950.
Une étude publiée en 2009 a montré que sa population globale a diminué de 90 % depuis les années 1950, probablement en raison du changement climatique, des changements dans les écosystèmes marins et de la surpêche de calmars et de poulpes par l'homme. D'autres facteurs possibles dans le déclin sont notamment les perturbations et la pollution de l'écotourisme et la pêche, la récolte des œufs, la prédation par les souris grises Mus musculus ainsi que la prédation et la concurrence des Otaries à fourrure subantarctiques (Arctocephalus tropicalis).
Il est classé en voie de disparition en raison de la baisse de ses effectifs au cours des trois dernières générations (ou 30 ans).

## Déversement de pétrole de 2011
Le 16 mars 2011, un cargo battant pavillon maltais, l’Oliva, s'est échoué sur l'île Nightingale, déversant des tonnes de brut lourd dans l'océan. L'équipage a été sauvé, mais le navire s'est cassé, laissant échapper une nappe de pétrole qui a entouré l'île, menaçant la population de gorfous. Comme l'île Nightingale n'a pas d'eau douce, les manchots ont été transportés à Tristan da Cunha pour nettoyage.